# 菅原悦郎
菅原 悦郎（すがわら えつろう、1961年 - ）は、千葉県出身の元アマチュア野球選手（内野手）、野球指導者。

## 来歴・人物
我孫子高校卒業後に中央学院大学に進学し、高校と大学と共に内野手としてプレーした。
大学卒業後は、母校の中央学院大学で13年間コーチを務めた後に、1997年から監督に就任し、2021年に明治神宮野球大会で初優勝を果たした。
2005年の第34回日米大学野球選手権大会の日本代表のコーチにも選ばれ、2019年から全日本野球大学連盟の会長を務めている。